# Altes Rathaus (Nordhausen)

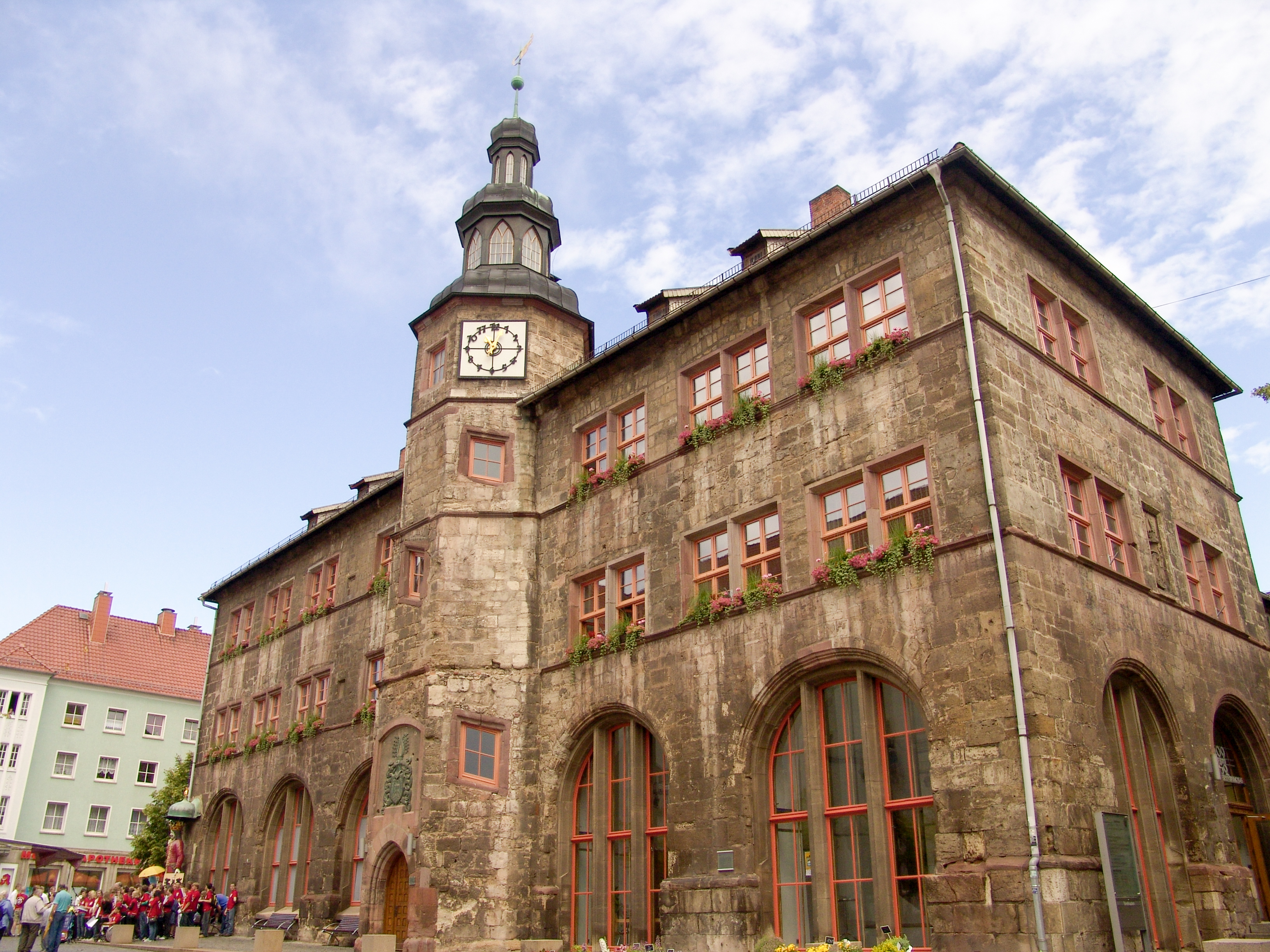
Altes Rathaus

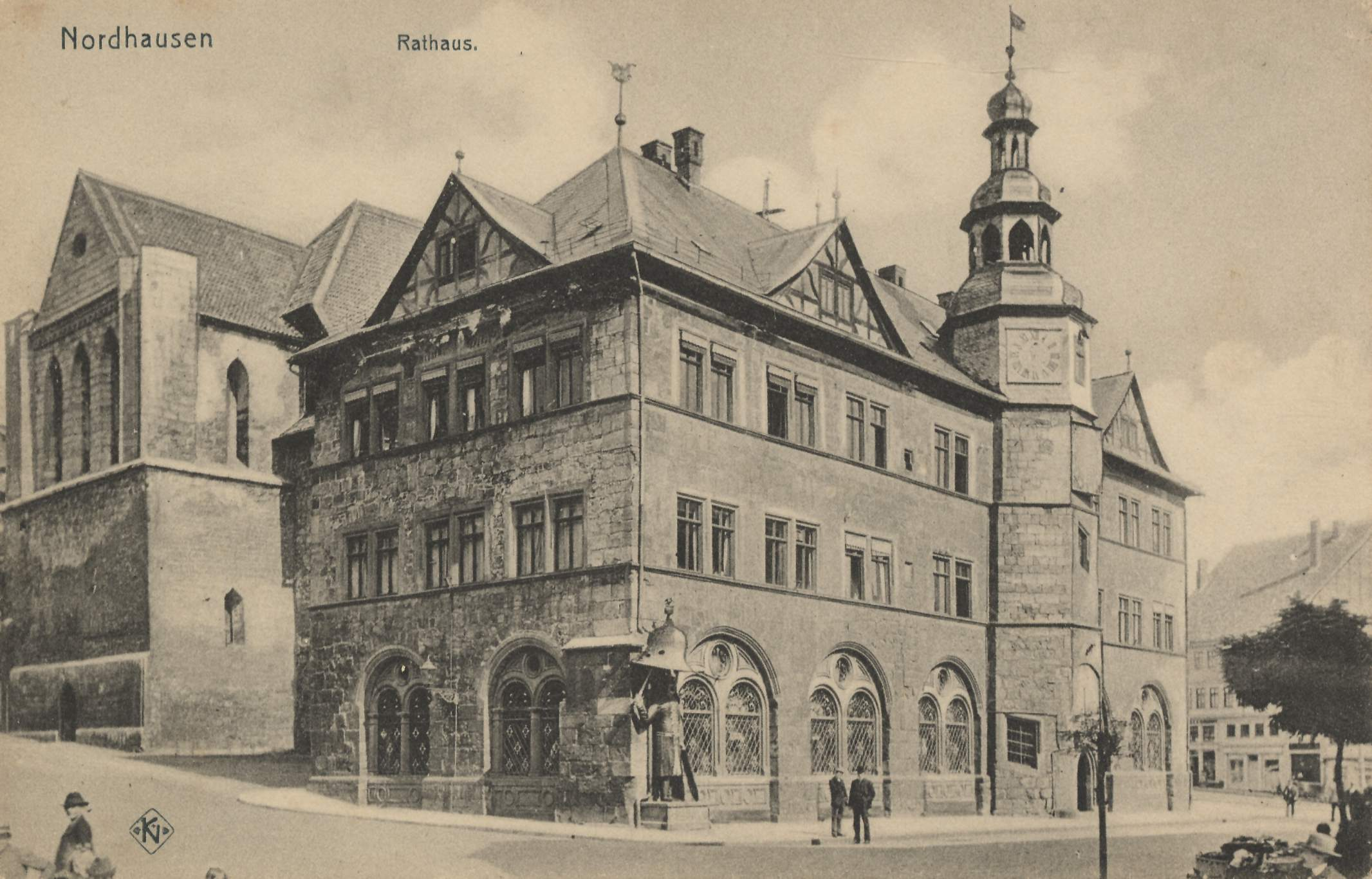
Ansicht mit der halb verdeckten Marktkirche um 1900

Das Alte Rathaus der thüringischen Kreisstadt Nordhausen wurde zwischen 1608 und 1610 im Renaissancestil erbaut. Die erste schriftliche Erwähnung vom Bau eines Nordhäuser Rathauses stammt aus dem Jahr 1360. 1562 wurden Ausbesserungen am Rathaus notwendig, zwischen 1608 und 1610 kam es zu einem größeren Umbau. Der ehemals offene Arkadengang wurde von mehreren Kaufmagazinen genutzt und 1883 mit Fenstern versehen.

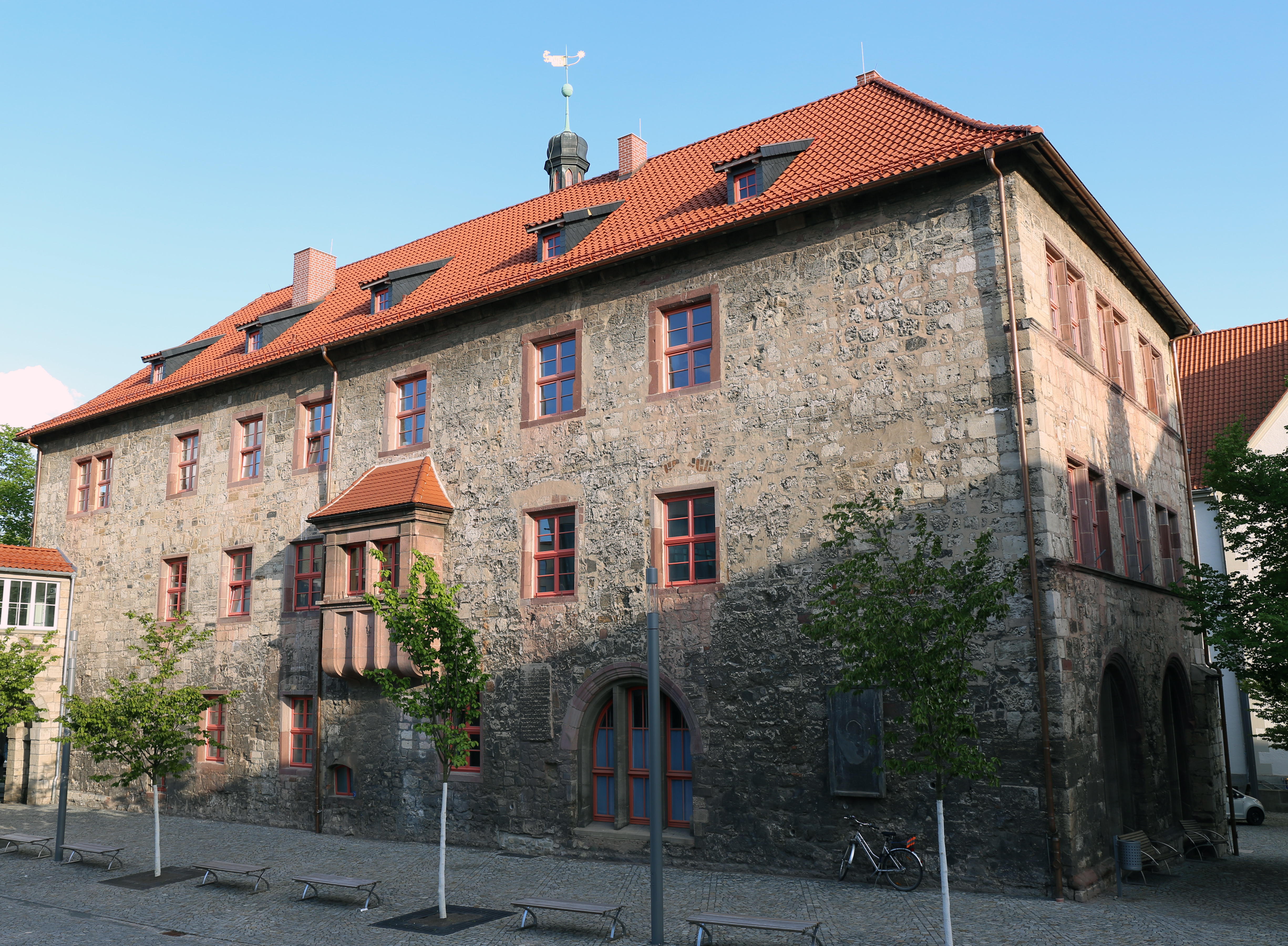
Altes Rathaus (Rückseite)

Bei den Luftangriffen auf Nordhausen 1945 brannten große Teile des Rathauses ab; der Wiederaufbau wurde 1952 vollendet. Eine steinerne Wappentafel über dem östlichen Eingang erzählt in lateinischer Umschrift die Legende der Stadtgründung durch den römischen Kaiser Theodosius II. im Jahr 410. Der Rat der Stadt wird 1524 mit der Einführung eines Ediktes Schirmherr aller Kirchen in Nordhausen und führt damit die Reformation ein. 
Vor dem Rathaus steht die Kopie des Nordhäuser Rolands, das Symbol für Freiheit, Macht und Gerichtsbarkeit. Das Original von 1717 befindet sich im Foyer des 1936/37 errichteten Neuen Rathauses.